# البطولات الأسترالية 1963 (كرة مضرب)
هنا قائمة بالبطولات الأسترالية لكرة المضرب, المعروفة الآن باسم أستراليا المفتوحة لسنة 1963:

## الكبار

### فردي رجال
روي إيمرسون هزم  كين فليتشر 6-3 6-3 6-1

### فردي سيدات
مارغريت كورت هزم  جان ليهان 6-2, 6-2